# Solomin (familia)

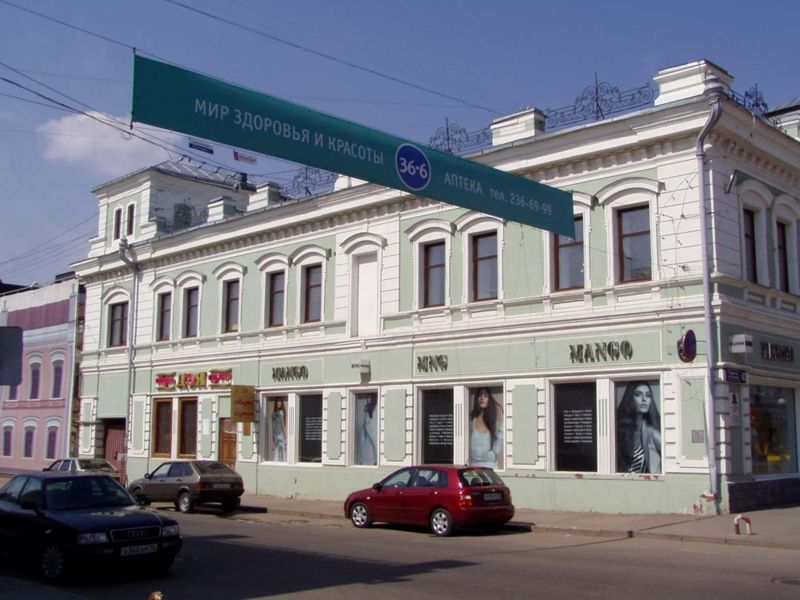
El Palacio Solomin, Kazán.

Solomin (en ruso Солóмины, [Solóminy]) es una antigua familia del norte de Rusia, la cual según sus miembros procede de la rica familia Monastyrev, de la alta aristocracia boyarda, ellos mismos descendientes de los príncipes de Smolensk y una de las ramas de la dinastía Rúrika en el principado de Beloózero.
El patriarca de los Solomin es Iván Yakovlevich Aladin, terrateniente en Putivl, descendiente de Riúrik en la generación n.º 23. El zar Iván IV había dado las tierras a la familia alrededor de 1569.
Sus hijos Iván, el mayor, llamado Soloma (la Paja) e Iván, el más joven siguieron con  la dinastía y desde la revocación de opríchnina en 1572 varios miembros de la misma pudieron volver hacia las tierras de sus antepasados. Como representantes de la dinastía encontramos  abades del monasterio Kirilo-Belozerski y obispos de Viatka. En el siglo XVII el estatus social de las ramas existentes bajó considerablemente. Poseían tierras y pueblos en la zona de Vyatka. Hoy se supone que siguen existiendo ramas en las regiones de Belgorod, Vologda, Siberia  y Viatka. Hay personas conocidas como el académico Alexánder Bákulev, los pintores Iván Shishkin y Yevgeny Charushin, los revolucionarios Nikolay Charushin y Pável Malkov.

## Árbol genealógico de la familia Solomin
|                         |                         |                         |                         |                             |                             |                             |                             |                             |                             | Monastyrev                       |                          |                          |                          |                         |                         |                                       |                                       |                                       |                                       |                                       |                                       |                        |                        |                                       |                                       |                                       |                                       |                                       |                                       |  |  |  |  |  |  |  |  |  |  |  |  |  |  |  |  |  |  |  |  |  |  |  |  |
|                         |                         |                         |                         |                             |                             |                             |                             |                             |                             |                                  |                          |                          |                          |                         |                         |                                       |                                       |                                       |                                       |                                       |                                       |                        |                        |                                       |                                       |                                       |                                       |                                       |                                       |  |  |  |  |  |  |  |  |  |  |  |  |  |  |  |  |  |  |  |  |  |  |  |  |
|                         |                         |                         |                         |                             |                             |                             |                             |                             |                             | Lev-Oladya Danílovich Monastyrev |                          |                          |                          |                         |                         |                                       |                                       |                                       |                                       |                                       |                                       |                        |                        |                                       |                                       |                                       |                                       |                                       |                                       |  |  |  |  |  |  |  |  |  |  |  |  |  |  |  |  |  |  |  |  |  |  |  |  |
|                         |                         |                         |                         |                             |                             |                             |                             |                             |                             |                                  |                          |                          |                          |                         |                         |                                       |                                       |                                       |                                       |                                       |                                       |                        |                        |                                       |                                       |                                       |                                       |                                       |                                       |  |  |  |  |  |  |  |  |  |  |  |  |  |  |  |  |  |  |  |  |  |  |  |  |
|                         |                         |                         |                         |                             |                             |                             |                             |                             |                             |                                  |                          |                          |                          |                         |                         |                                       |                                       |                                       |                                       |                                       |                                       |                        |                        |                                       |                                       |                                       |                                       |                                       |                                       |  |  |  |  |  |  |  |  |  |  |  |  |  |  |  |  |  |  |  |  |  |  |  |  |
|                         |                         |                         |                         | Fédor-Dichko Lvóvich Oladin | Fédor-Dichko Lvóvich Oladin | Fédor-Dichko Lvóvich Oladin | Fédor-Dichko Lvóvich Oladin | Fédor-Dichko Lvóvich Oladin | Fédor-Dichko Lvóvich Oladin |                                  |                          |                          |                          | Grigory Lvóvich Oladin  | Grigory Lvóvich Oladin  | Grigory Lvóvich Oladin                | Grigory Lvóvich Oladin                | Grigory Lvóvich Oladin                | Grigory Lvóvich Oladin                |                                       |                                       |                        |                        |                                       |                                       |                                       |                                       |                                       |                                       |  |  |  |  |  |  |  |  |  |  |  |  |  |  |  |  |  |  |  |  |  |  |  |  |
|                         |                         |                         |                         | Fédor-Dichko Lvóvich Oladin | Fédor-Dichko Lvóvich Oladin | Fédor-Dichko Lvóvich Oladin | Fédor-Dichko Lvóvich Oladin | Fédor-Dichko Lvóvich Oladin | Fédor-Dichko Lvóvich Oladin |                                  |                          |                          |                          | Grigory Lvóvich Oladin  | Grigory Lvóvich Oladin  | Grigory Lvóvich Oladin                | Grigory Lvóvich Oladin                | Grigory Lvóvich Oladin                | Grigory Lvóvich Oladin                |                                       |                                       |                        |                        |                                       |                                       |                                       |                                       |                                       |                                       |  |  |  |  |  |  |  |  |  |  |  |  |  |  |  |  |  |  |  |  |  |  |  |  |
|                         |                         |                         |                         |                             |                             |                             |                             |                             |                             |                                  |                          |                          |                          |                         |                         |                                       |                                       |                                       |                                       |                                       |                                       |                        |                        |                                       |                                       |                                       |                                       |                                       |                                       |  |  |  |  |  |  |  |  |  |  |  |  |  |  |  |  |  |  |  |  |  |  |  |  |
| Aladin (Rama de Moscú)  | Aladin (Rama de Moscú)  | Aladin (Rama de Moscú)  | Aladin (Rama de Moscú)  | Aladin (Rama de Moscú)      | Aladin (Rama de Moscú)      |                             |                             | Iván Grigóryevich Oladin    | Iván Grigóryevich Oladin    | Iván Grigóryevich Oladin         | Iván Grigóryevich Oladin | Iván Grigóryevich Oladin | Iván Grigóryevich Oladin |                         |                         | Yákov Grigóryevich Oladin             | Yákov Grigóryevich Oladin             | Yákov Grigóryevich Oladin             | Yákov Grigóryevich Oladin             | Yákov Grigóryevich Oladin             | Yákov Grigóryevich Oladin             |                        |                        | Tretyak Grigóryevich Oladin           | Tretyak Grigóryevich Oladin           | Tretyak Grigóryevich Oladin           | Tretyak Grigóryevich Oladin           | Tretyak Grigóryevich Oladin           | Tretyak Grigóryevich Oladin           |  |  |  |  |  |  |  |  |  |  |  |  |  |  |  |  |  |  |  |  |  |  |  |  |
| Aladin (Rama de Moscú)  | Aladin (Rama de Moscú)  | Aladin (Rama de Moscú)  | Aladin (Rama de Moscú)  | Aladin (Rama de Moscú)      | Aladin (Rama de Moscú)      |                             |                             | Iván Grigóryevich Oladin    | Iván Grigóryevich Oladin    | Iván Grigóryevich Oladin         | Iván Grigóryevich Oladin | Iván Grigóryevich Oladin | Iván Grigóryevich Oladin |                         |                         | Yákov Grigóryevich Oladin             | Yákov Grigóryevich Oladin             | Yákov Grigóryevich Oladin             | Yákov Grigóryevich Oladin             | Yákov Grigóryevich Oladin             | Yákov Grigóryevich Oladin             |                        |                        | Tretyak Grigóryevich Oladin           | Tretyak Grigóryevich Oladin           | Tretyak Grigóryevich Oladin           | Tretyak Grigóryevich Oladin           | Tretyak Grigóryevich Oladin           | Tretyak Grigóryevich Oladin           |  |  |  |  |  |  |  |  |  |  |  |  |  |  |  |  |  |  |  |  |  |  |  |  |
|                         |                         |                         |                         |                             |                             |                             |                             |                             |                             |                                  |                          |                          |                          |                         |                         | Iván Yákovlevich Oladin               |                                       |                                       |                                       |                                       |                                       |                        |                        |                                       |                                       |                                       |                                       |                                       |                                       |  |  |  |  |  |  |  |  |  |  |  |  |  |  |  |  |  |  |  |  |  |  |  |  |
|                         |                         |                         |                         |                             |                             |                             |                             |                             |                             |                                  |                          |                          |                          |                         |                         |                                       |                                       |                                       |                                       |                                       |                                       |                        |                        |                                       |                                       |                                       |                                       |                                       |                                       |  |  |  |  |  |  |  |  |  |  |  |  |  |  |  |  |  |  |  |  |  |  |  |  |
|                         |                         |                         |                         |                             |                             |                             |                             |                             |                             |                                  |                          |                          |                          |                         |                         |                                       |                                       |                                       |                                       |                                       |                                       |                        |                        |                                       |                                       |                                       |                                       |                                       |                                       |  |  |  |  |  |  |  |  |  |  |  |  |  |  |  |  |  |  |  |  |  |  |  |  |
| Matvey Ivánovich Oladin | Matvey Ivánovich Oladin | Matvey Ivánovich Oladin | Matvey Ivánovich Oladin | Matvey Ivánovich Oladin     | Matvey Ivánovich Oladin     |                             |                             | Vassili Ivánovich Oladin    | Vassili Ivánovich Oladin    | Vassili Ivánovich Oladin         | Vassili Ivánovich Oladin | Vassili Ivánovich Oladin | Vassili Ivánovich Oladin |                         |                         | Iván el Mayor Soloma Ivánovich Oladin | Iván el Mayor Soloma Ivánovich Oladin | Iván el Mayor Soloma Ivánovich Oladin | Iván el Mayor Soloma Ivánovich Oladin | Iván el Mayor Soloma Ivánovich Oladin | Iván el Mayor Soloma Ivánovich Oladin |                        |                        | Iván el Joven Soloma Ivánovich Oladin | Iván el Joven Soloma Ivánovich Oladin | Iván el Joven Soloma Ivánovich Oladin | Iván el Joven Soloma Ivánovich Oladin | Iván el Joven Soloma Ivánovich Oladin | Iván el Joven Soloma Ivánovich Oladin |  |  |  |  |  |  |  |  |  |  |  |  |  |  |  |  |  |  |  |  |  |  |  |  |
| Matvey Ivánovich Oladin | Matvey Ivánovich Oladin | Matvey Ivánovich Oladin | Matvey Ivánovich Oladin | Matvey Ivánovich Oladin     | Matvey Ivánovich Oladin     |                             |                             | Vassili Ivánovich Oladin    | Vassili Ivánovich Oladin    | Vassili Ivánovich Oladin         | Vassili Ivánovich Oladin | Vassili Ivánovich Oladin | Vassili Ivánovich Oladin |                         |                         | Iván el Mayor Soloma Ivánovich Oladin | Iván el Mayor Soloma Ivánovich Oladin | Iván el Mayor Soloma Ivánovich Oladin | Iván el Mayor Soloma Ivánovich Oladin | Iván el Mayor Soloma Ivánovich Oladin | Iván el Mayor Soloma Ivánovich Oladin |                        |                        | Iván el Joven Soloma Ivánovich Oladin | Iván el Joven Soloma Ivánovich Oladin | Iván el Joven Soloma Ivánovich Oladin | Iván el Joven Soloma Ivánovich Oladin | Iván el Joven Soloma Ivánovich Oladin | Iván el Joven Soloma Ivánovich Oladin |  |  |  |  |  |  |  |  |  |  |  |  |  |  |  |  |  |  |  |  |  |  |  |  |
|                         |                         |                         |                         |                             |                             |                             |                             |                             |                             |                                  |                          |                          |                          |                         |                         |                                       |                                       |                                       |                                       |                                       |                                       |                        |                        |                                       |                                       |                                       |                                       |                                       |                                       |  |  |  |  |  |  |  |  |  |  |  |  |  |  |  |  |  |  |  |  |  |  |  |  |
|                         |                         |                         |                         |                             |                             | Aladin (Rama de Putivl)     | Aladin (Rama de Putivl)     | Aladin (Rama de Putivl)     | Aladin (Rama de Putivl)     | Aladin (Rama de Putivl)          | Aladin (Rama de Putivl)  |                          |                          | Fédor Ivánovich Solomin | Fédor Ivánovich Solomin | Fédor Ivánovich Solomin               | Fédor Ivánovich Solomin               | Fédor Ivánovich Solomin               | Fédor Ivánovich Solomin               |                                       |                                       | Iván Ivánovich Solomin | Iván Ivánovich Solomin | Iván Ivánovich Solomin                | Iván Ivánovich Solomin                | Iván Ivánovich Solomin                | Iván Ivánovich Solomin                |                                       |                                       |  |  |  |  |  |  |  |  |  |  |  |  |  |  |  |  |  |  |  |  |  |  |  |  |
|                         |                         |                         |                         |                             |                             | Aladin (Rama de Putivl)     | Aladin (Rama de Putivl)     | Aladin (Rama de Putivl)     | Aladin (Rama de Putivl)     | Aladin (Rama de Putivl)          | Aladin (Rama de Putivl)  |                          |                          | Fédor Ivánovich Solomin | Fédor Ivánovich Solomin | Fédor Ivánovich Solomin               | Fédor Ivánovich Solomin               | Fédor Ivánovich Solomin               | Fédor Ivánovich Solomin               |                                       |                                       | Iván Ivánovich Solomin | Iván Ivánovich Solomin | Iván Ivánovich Solomin                | Iván Ivánovich Solomin                | Iván Ivánovich Solomin                | Iván Ivánovich Solomin                |                                       |                                       |  |  |  |  |  |  |  |  |  |  |  |  |  |  |  |  |  |  |  |  |  |  |  |  |
|                         |                         |                         |                         |                             |                             |                             |                             |                             |                             |                                  |                          |                          |                          |                         |                         | Solomin                               |                                       |                                       |                                       |                                       |                                       |                        |                        |                                       |                                       |                                       |                                       |                                       |                                       |  |  |  |  |  |  |  |  |  |  |  |  |  |  |  |  |  |  |  |  |  |  |  |  |

## Miembros notables
- Vassily Anatólyevich Solomin
- Vassily Demídovich Solomin
- Vassily Yefímovich Solomin
- Vitaly Ivánovich Solomin
- Petr Andréevich Solomin
- Timofey Mikháylovich Solomin
- Vera Yákovlevna Solómina